# Барвиновка (Кировоградская область)
Барвиновка (укр. Барвінівка) — село в Субботцевской сельской общине Кропивницкого района Кировоградской области Украины.
До 2020 года входило в Знаменский район
Население по переписи 2001 года составляло 70 человек. Почтовый индекс — 27443. Телефонный код — 5233. Занимает площадь 0,82 км². Код КОАТУУ — 3522282602.